# Накриття (топологія)

Накриття відкритої множини U

Накриття — неперервне сюр'єктивне відображення {\displaystyle \ p:X\to Y} топологічного простору X на топологічний простір Y, таке, що для будь-якої точки {\displaystyle x\in Y} знайдеться окіл {\displaystyle U\subset Y}, повний прообраз якого {\displaystyle \ p^{-1}(U)} є об'єднанням відкритих множин {\displaystyle V_{k}\subset X}, що не перетинаються:
{\displaystyle p^{-1}(U)=V_{1}\cup V_{2}\cup \dots },
причому на кожній множині {\displaystyle V_{k}} відображення {\displaystyle p:\,V_{k}\to U} є гомеоморфізмом між {\displaystyle V_{k}} і {\displaystyle U}.

## Пов'язані визначення
- Простір Y називається базою накриття, а X — простором накриття (або накривальним простором).
- Прообраз {\displaystyle \ p^{-1}(x)} точки {\displaystyle x\in Y} називають шаром над точкою {\displaystyle x}.
- Число областей Vk в повному прообразі {\displaystyle p^{-1}(U)} називається числом листів. 
  - Якщо це число скінченне і рівне n, то накриття називається n-листовим.
- Накриття називається універсальним якщо накривальний простір є однозв'язним.

## Приклади
- Нехай {\displaystyle S^{1}} позначає одиничне коло комплексної площини {\displaystyle S^{1}=\{z\in {\mathbb {C} ||z|=1}\}}.
  - {\displaystyle \ p:\mathbb {R} \to S^{1},\quad p:x\mapsto e^{2\pi ix}}.
  - {\displaystyle \ p:S^{1}\to S^{1},\quad p:z\mapsto z^{k}}, де {\displaystyle \ k\neq 0}, {\displaystyle k\in \mathbb {Z} }.
- Нехай {\displaystyle X=S^{1}\times S^{1}\,} — тор. Тоді {\displaystyle \mathbb {R} ^{2}} є накривальним простором і накриття задається формулою:
  - {\displaystyle p:\mathbb {R} ^{2}\to S^{1}\times S^{1},\quad p:(x,y)\mapsto (e^{2\pi ix},e^{2\pi iy})}.

## Властивості
- Нехай {\displaystyle p:X\to Y} — накриття і {\displaystyle U\subset X} — відкрита підмножина простору X. Тоді множина p(U) е відкритою у Y.
- Нехай {\displaystyle p:X\to Y} — накриття і Z — зв'язний і локально-зв'язний простір. Нехай {\displaystyle a,b:Z\to X} — неперервні відображення, що задовольняють умови

1. {\displaystyle p\circ a=p\circ b;}
2. {\displaystyle a(y_{0})=b(y_{0})\,} для деякого {\displaystyle y_{0}\in Y.}

тоді {\displaystyle a=b.\,}
- Накриття є частковими випадками локально тривіальних розшарувань. Їх можна розглядати як локально тривіальні розшарування з дискретним шаром.

## Зв'язок з фундаментальною групою
Зазвичай накриття розглядається в припущенні зв'язності {\displaystyle X} і {\displaystyle Y} а також локальної зв'язності і локальної однозв'язності {\displaystyle Y}. 
При цих припущеннях встановлюється зв'язок між фундаментальними групами {\displaystyle \pi _{1}(X,x_{0})} і {\displaystyle \pi _{1}(Yy_{0})}: якщо {\displaystyle p(x_{0})=y_{0}}, то індукований гомоморфізм {\displaystyle p:\pi _{1}(X,x_{0})\to \pi _{1}(Yy_{0})}, відображає {\displaystyle \pi _{1}(X,x_{0})} ізоморфно на підгрупу в {\displaystyle \pi _{1}(Yy_{0})} і, міняючи точку {\displaystyle x_{0}} у {\displaystyle p^{-1}(y_{0})}, можна одержати в точності всі підгрупи з деякого класу спряжених підгруп. 
Якщо цей клас складається з однієї підгрупи {\displaystyle H} (тобто {\displaystyle H} — нормальна підгрупа), те накриття називається регулярним. 
В цьому випадку виникає вільна дія групи {\displaystyle G=\pi _{1}(Yy_{0})/H} на {\displaystyle X}, причому {\displaystyle p} виявляється фактор-відображенням на простір орбіт {\displaystyle Y}. 
Взагалі, вільні дії дискретних груп — типове джерело регулярних накриттів (над простором орбіт, хоч і не всяка така дія задає накриття, простір орбіт може виявитися невіддільним).
Ця дія породжується підняттям петель: якщо петлі {\displaystyle q:[0,1]\to Y}, {\displaystyle q(0)=q(1)=y_{0}}, зіставити єдиний шлях {\displaystyle {\tilde {q}}:[0,1]\to X}, для якого {\displaystyle q(0)=x_{0}} і {\displaystyle p{\tilde {q}}=q}, то точка {\displaystyle {\tilde {q}}(1)} залежатиме тільки від класу цієї петлі в {\displaystyle G} і від точки {\displaystyle x_{0}}. 
Таким чином, елементу з {\displaystyle G} відповідає перестановка точок в {\displaystyle p^{-1}(y_{0})}. 
Ця перестановка не має нерухомих точок, і неперервно залежить від точки {\displaystyle y_{0}}. 
Це визначає гомеоморфізм {\displaystyle X}, що комутує з {\displaystyle p}.
У загальному випадку ця конструкція визначає лише перестановку в {\displaystyle p^{-1}(y_{0})}, тобто дію {\displaystyle \pi _{1}(Yy_{0})} на {\displaystyle p^{-1}(y_{0})}, що називається монодромією накриття.
Окремим випадком регулярного накриття є універсальне накриття, для якого {\displaystyle G=\pi _{1}(Yy_{0})} або, що еквівалентно, X — однозв'язний простір. 
Взагалі, по кожній групі {\displaystyle H\subset \pi _{1}(Yy_{0})} однозначно будується накриття {\displaystyle p:X\to Y}, для якого образ {\displaystyle \pi _{1}(Xx_{0})} є {\displaystyle H}. 
Для будь-якого відображення {\displaystyle f} лінійно зв'язного простору {\displaystyle (Zz_{0})} у {\displaystyle (Yy_{0})} підняття його до відображення {\displaystyle {\tilde {f}}:(Zz_{0})\to (X,x_{0})} існує тоді і тільки тоді, коли образ {\displaystyle f(\pi _{1}(Zz_{0}))} лежить в {\displaystyle H}. 
Між накриттями {\displaystyle Y} є відношення часткового порядку (накриття деякого накриття простору X теж є накриттям простору X), подвійне включенню підгруп в {\displaystyle \pi _{1}(Yy_{0})}. 
Зокрема, універсальне накриття є єдиним максимальним елементом.